# Биржевые комитеты
Биржевы́е комите́ты — постоянно действующие выборные органы бирж.

## Общие сведения
Биржевые комитеты, работавшие в соответствии со своими уставами, являлись высшими, избираемыми и постоянно действовавшими органами бирж. К их ведению относились все текущие биржевые дела и, в частности, установление порядка операций, наблюдение за допуском ценных бумаг к торгам и составление биржевых бюллетеней, назначение биржевых маклеров (брокеров), рассмотрение споров участников, а также, осуществление связи с надзирающими за биржой органами.

## Биржевые комитеты в России
В России Биржевые комитеты известны с начала XIX в. В 1816 году таковой был создан на Петербургской бирже. Впоследствии подобные комитеты возникли и на других биржах. Например, на Московской — в 1837 году. К 1870 году число Биржевых комитетов в России достигло 17, а к 1917 году — 101.
Деятельность Биржевых комитетов была прекращена после Октябрьского переворота 1917 года.

### Участие в общественно-политической жизни
В 1905 году Биржевые комитеты получили право посылать представителей от торговли и промышленности в Государственный совет. В 1906 году они вошли во всероссийскую организацию — съезды биржевой торговли и сельского хозяйства, а после февраля 1917 года, до своего роспуска, во Всероссийский торгово-промышленный союз.